# Rhinns of Kells
Als Rhinns of Kells wird eine Gebirgskette im Gebiet Dumfries and Galloway in Schottland bezeichnet.

## Namensherkunft
Der Namensbestandteil Rinn, Rhin oder Rhinn steht für ein Vorgebirge, eine Landzunge oder eine Halbinsel und findet sich insbesondere im gälischen Sprachraum für Ortsbezeichnungen. Auch die Rhins of Galloway, eine Halbinsel an der Küste Galloways, hat diesen Namensbestandteil. Kells ist vermutlich wie bei der irischen Stadt Kells eine Anglisierung des irischen Namens Ceanannas. Von der Bedeutung her ist es cell oder kell gälischen Ursprungs und meint eine Zuflucht, einen Einschnitt oder eine Nische. Der Name Rhinns of Kells zeugt davon, dass hier im Südwesten und Westen des Landes Iren siedelten.

## Geologie
Die Oberfläche der heutigen Landschaft wurde in den Eiszeiten der letzten 2,4 Millionen Jahre geformt. Erosion, Eisschliff, Schmelzwasserflüsse und Sedimentablagerungen in den Flusstälern und an den Meerufern bildeten die heutige rinnenartige Oberfläche der Landschaft. Der felsige Kalksteinuntergrund mit Sandsteinlagen aus dem erdgeschichtlichen System Silur erhielt dadurch seine heutige Struktur. Einige der Hügel südlich des Loch Doon wie der Mullwharchar, bestehen aus Granitgestein. Der höchste Berg des Gebietes, der Merrick (843 m) sowie die Rhinns of Kells liegen jedoch außerhalb der Granitzone. Vielmehr wurde der Sandstein durch emporsteigendes eindringendes Magma zu einem witterungs- und erosionsbeständigen Gestein verhärtet. Die Rhinns of Kells sind daher als Erhebungen in der umgebenden Landschaft, deren Untergrund aus den Ablagerungen des Silurmeeres bestehen, erhalten geblieben.

## Hintergrund
Die Rhinns of Kells sind Teil der Galloway Hills die wiederum zu den Southern Uplands im südlichen Schottland gehören. Sie erstrecken sich über rund 300 Quadratmeilen. Die Hügelkette verläuft in Nordsüdrichtung entlang der Ostgrenze des Galloway Forest Parks. Dieses Gebiet wurde als „die Wiege der schottischen Unabhängigkeit“ bezeichnet, weil Robert the Bruce sich dort im frühen 14. Jahrhundert mit seinen Verbündeten vor den englischen Truppen verbarg. Die höchsten Erhebungen der Rhinns of Kells, von Norden nach Süden aufgezählt, sind der Black Craig (528 m), Coran of Portmark (623 m), Meaul (695 m), Carlin’s Cairn (807 m), Corserine (814 m), Millfire (716 m), Milldown (738 m) Meikle Millyea (746 m), Little Millyea (578 m) und Darrou (479 m). Diese Gipfel zählen zu den höchsten Erhebungen Galloways.
Die Rhinns of Kells erstrecken sich so etwa 17 km (Luftlinie) vom Black Craig bis zum Darrou. Zu dieser Bergkette verlaufen noch zwei weitere Ketten in Nordsüdrichtung, die westliche wird als „Awful Hand“ bezeichnet, die Rhinns of Kells liegen östlich; zwischen beiden befinden sich die „Dungeon Hills“.
Die Hügelkette liegt geografisch zwischen dem Loch Doon im Nordwesten und dem südwestlich gelegenen Loch Dee sowie dem Stausee Clatteringshaws Loch, der sich südöstlich davon befindet. Im Osten liegen benachbart die kleineren Seen Loch Harrow und Loch Dungeon. Das Gebiet östlich der Bergkette wird als „the Glenkens“ bezeichnet, was auf den Fluss Ken zurückzuführen ist und umfasst die Ortschaften Carsphairn, Dalry, Kells, Parton und Balmaclellan. Die Water of Ken vereinigen sich am Loch Ken mit dem Fluss Dee der bei Kirkcudbright in die Irische See mündet.

## Touristische Erschließung

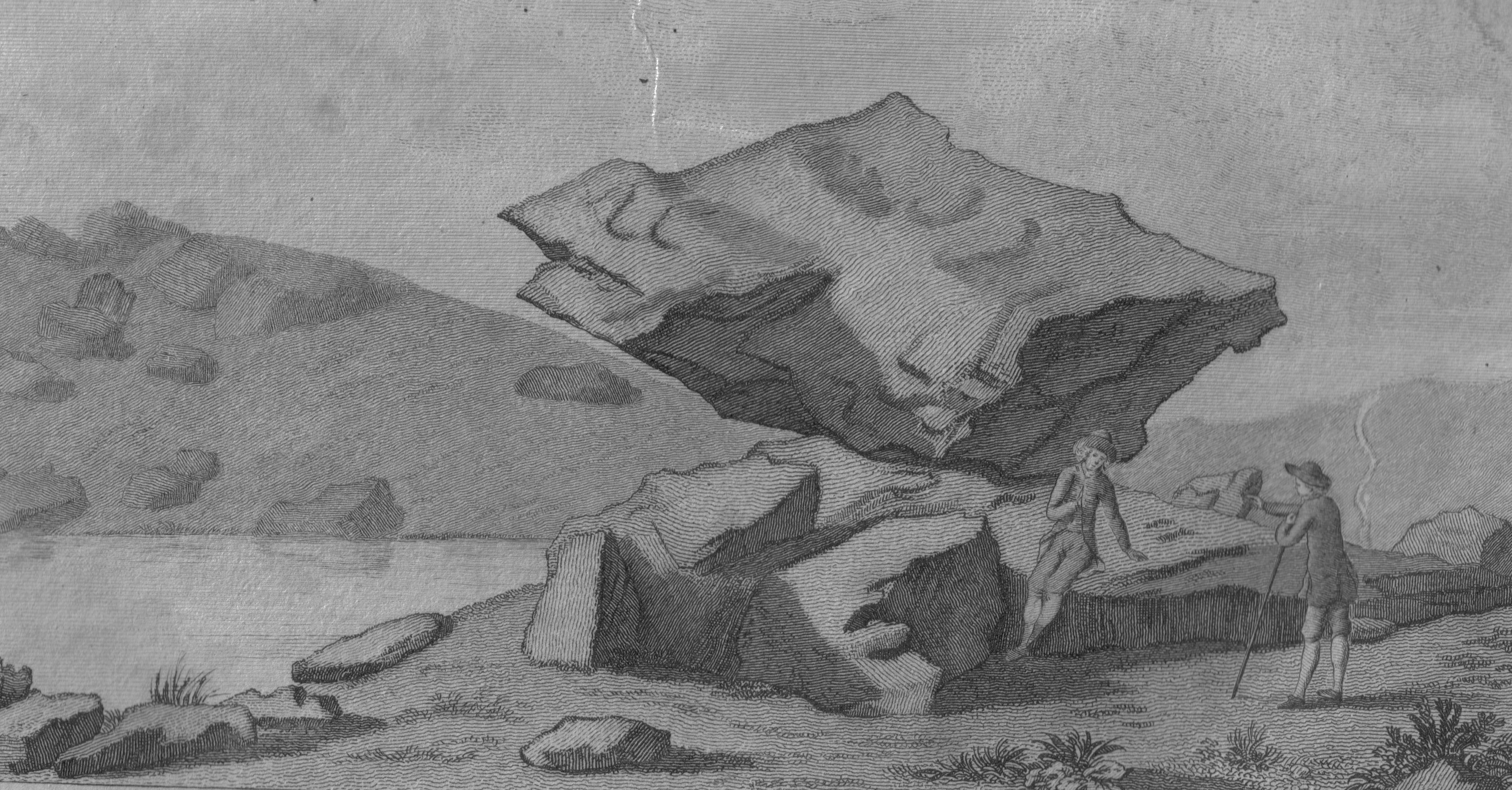
Der Logan stone ein Wackelstein in den Rhinns

In touristischer Hinsicht stehen die Rhinns of Kells im Schatten der nördlichen Gebiete. Es gibt zwar kein markiertes Wanderwegnetz, aber Durchquerungen mit Überschreitung der meisten baumlosen Hügel und Gipfel sind möglich. Als Stützpunkt für eine Wanderung von Süden nach Norden bietet sich das alte Farmhaus Craigencallie an. Ziel der etwa achtstündigen Wanderung wäre dann der Weiler Carsphairn. Die Länge der Wanderung beträgt 29 km, der Höhenunterschied in Auf- und Abstiegen 1605 m.

## Publikationen
- Ordnance Survey of England and Wales, and the Isle of Man: Pathfinder series of Great Britain ‹1:25000› – Rhinns of Kells. (Karte). Southampton 1990. OCLC 643161712.
- Paddy Dillon: Walking in the Galloway hills. Cicerone, Milnthorpe 1995, ISBN 1-85284-168-0.
- Johann Sölch: Südschottland. In: Die Landschaften der Britischen Inseln. Band 2: Schottland und Irland. doi:10.1007/978-3-7091-7811-9, S. 851–874.